# Goldsittich

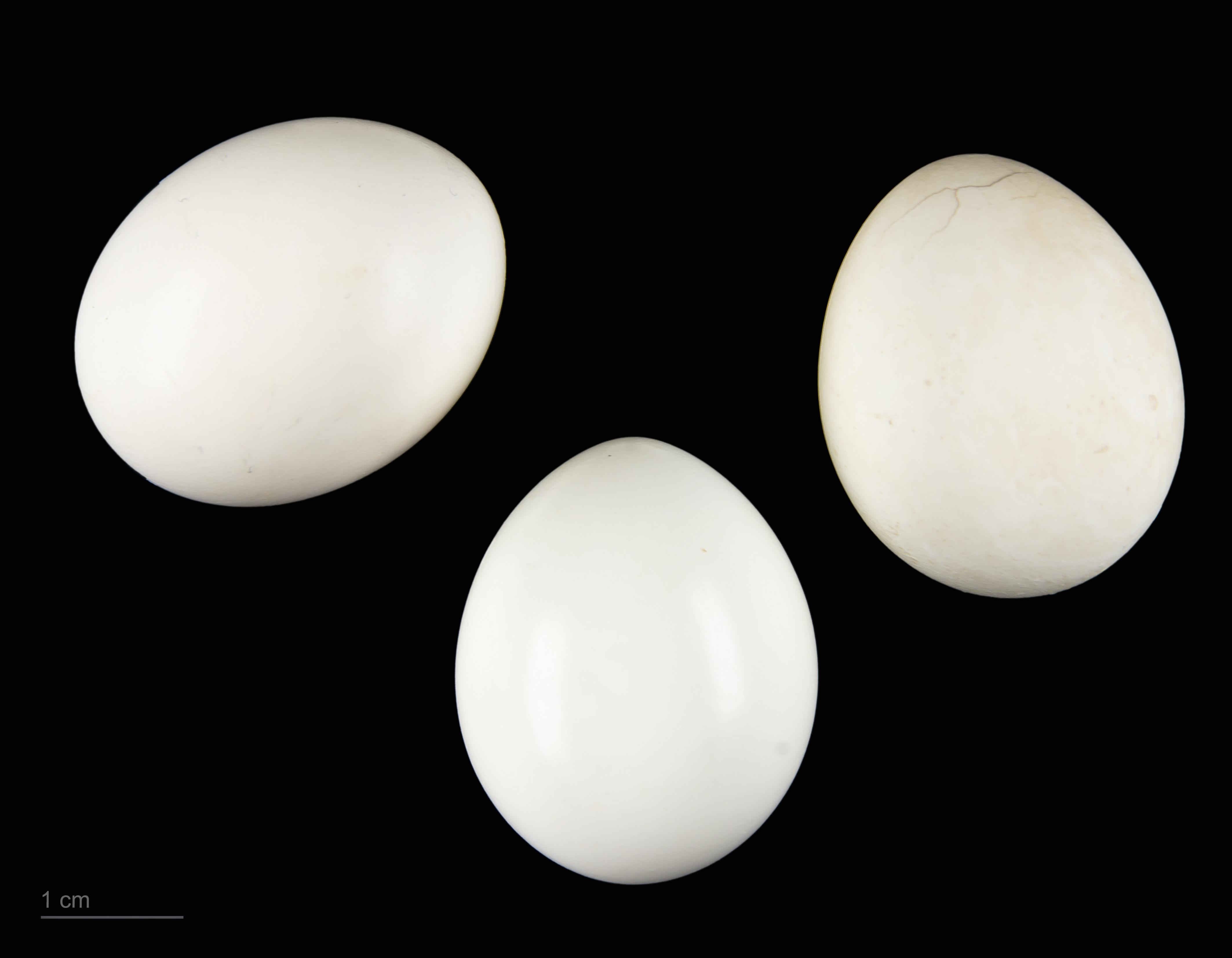
Guaruba guarouba

Der Goldsittich (Guaruba guarouba) ist eine Vogelart aus der Familie der Eigentlichen Papageien. Er kommt in Südamerika, in Brasilien vor.

## Beschreibung
Der Goldsittich wurde früher den Keilschwanzsittichen (Aratingas) als Aratinga guarouba zugeordnet, jedoch wegen seiner besonderen Gestalt, Farbe und seines Verhaltens wird er heute in einer eigenständigen Gattung aufgeführt.
Zur Brutsaison legen die Goldsittiche 2 oder 3 Eier und brüten diese dann für 28-30 Tage aus. Die jungen Goldsittiche bleiben dann für ca. 2 Monate im Nest, wo sie langsam heranwachsen. Nach den 2 Monaten verlassen die Goldsittiche das Nest und 2 Wochen nachdem sie das Nest verlassen haben, sind sie complet selbstständig.
Er ist etwa 34–36 Zentimeter groß und wiegt zwischen 230 und 310 g. Sein Gefieder ist goldgelb, die Hand- und Armschwingen sind dunkelgrün. Sein  Schnabel ist hornfarben, die Augenringe sind weiß und die Iris braun. Seine Farben entsprechen denen der brasilianischen Nationalflagge, er gilt deswegen auch als Nationalvogel von Brasilien.

## Verbreitung
Sein Ausbreitungsgebiet wird auf etwa 174.000 km² geschätzt und liegt zwischen den Flüssen Rio Tocantins, unterem Rio Xingu und Rio Tapajós im Amazonasbecken südlich des Amazonas im Bundesstaat Pará im Norden Brasiliens. Zusätzliche Aufzeichnungen kommen aus dem angrenzenden nördlichen Maranhão. Der Mensch verkleinert sein Verbreitungsgebiet rapide durch den Bau von Straßen (zwei große Autobahnen wurden in den letzten Jahren durch sein Verbreitungsgebiet gebaut), den Tucuruí-Stausee, der ca. 2.300 Quadratkilometer Land überschwemmte, und die menschliche Landnahme.

## Bestandsituation
Der Goldsittich wurde als unmittelbar bedroht in den Anhang I des Washingtoner Artenschutzabkommens aufgenommen, was den Handel mit diesen Tieren verbietet.

## Bildergalerie

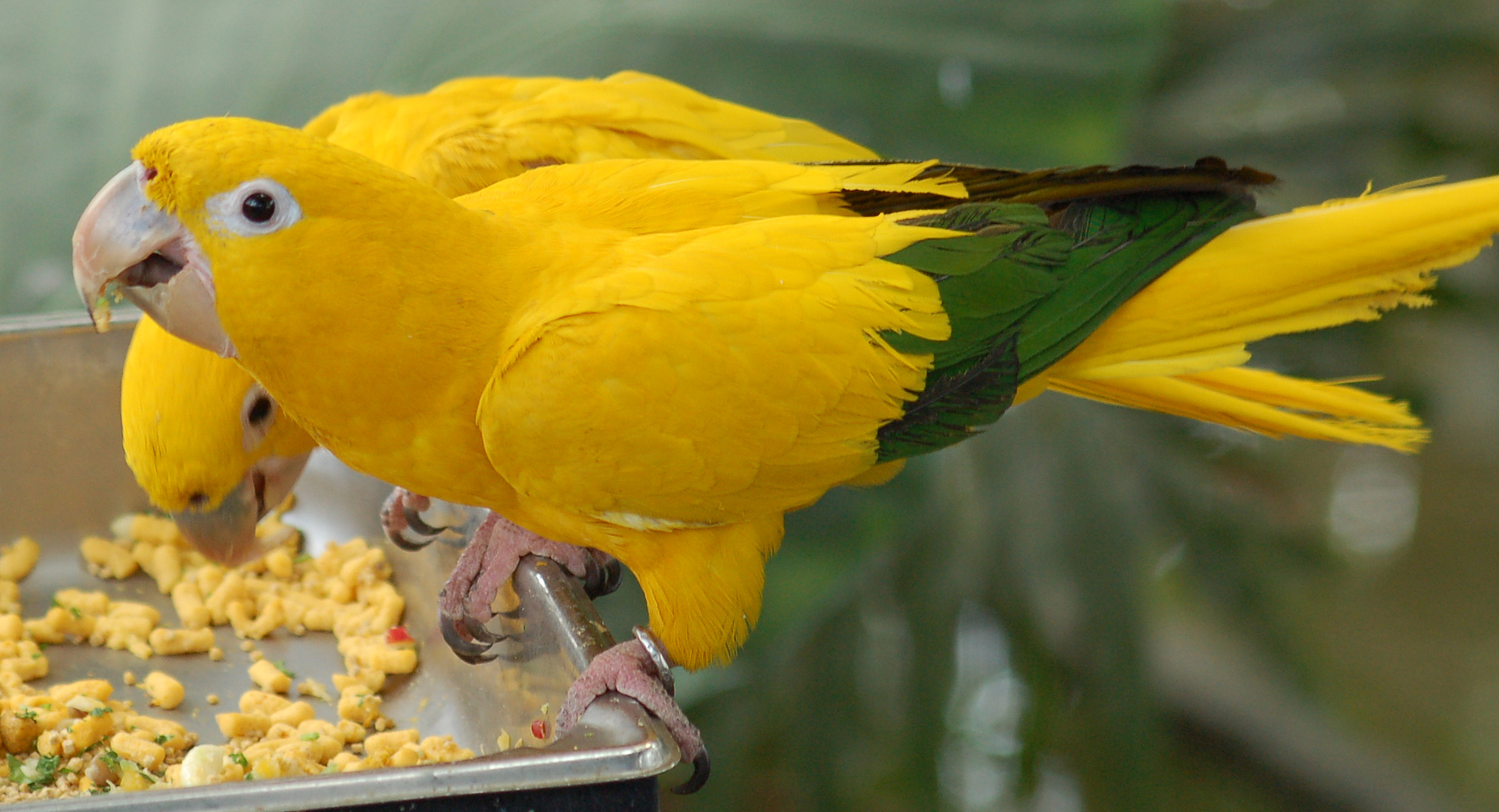
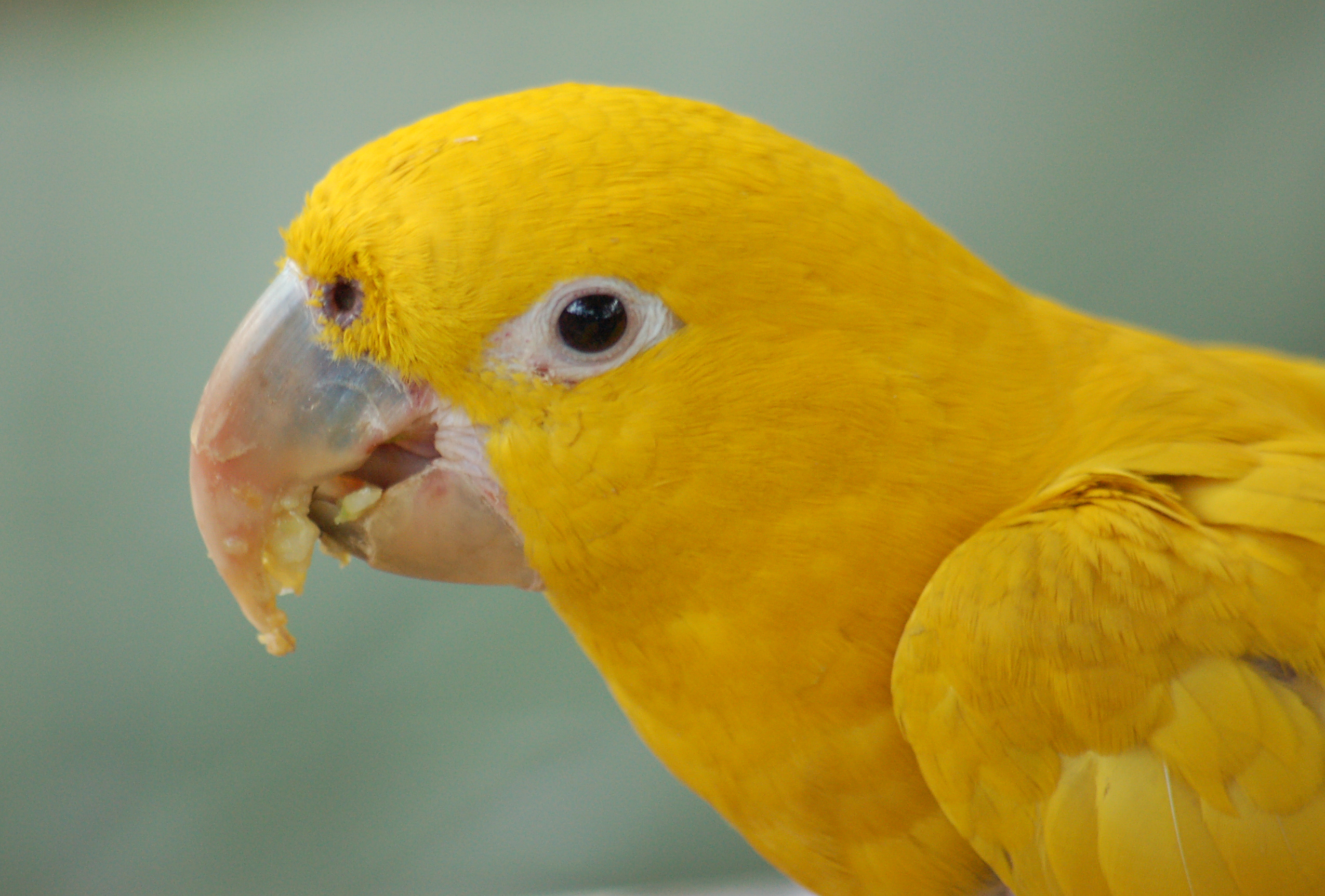
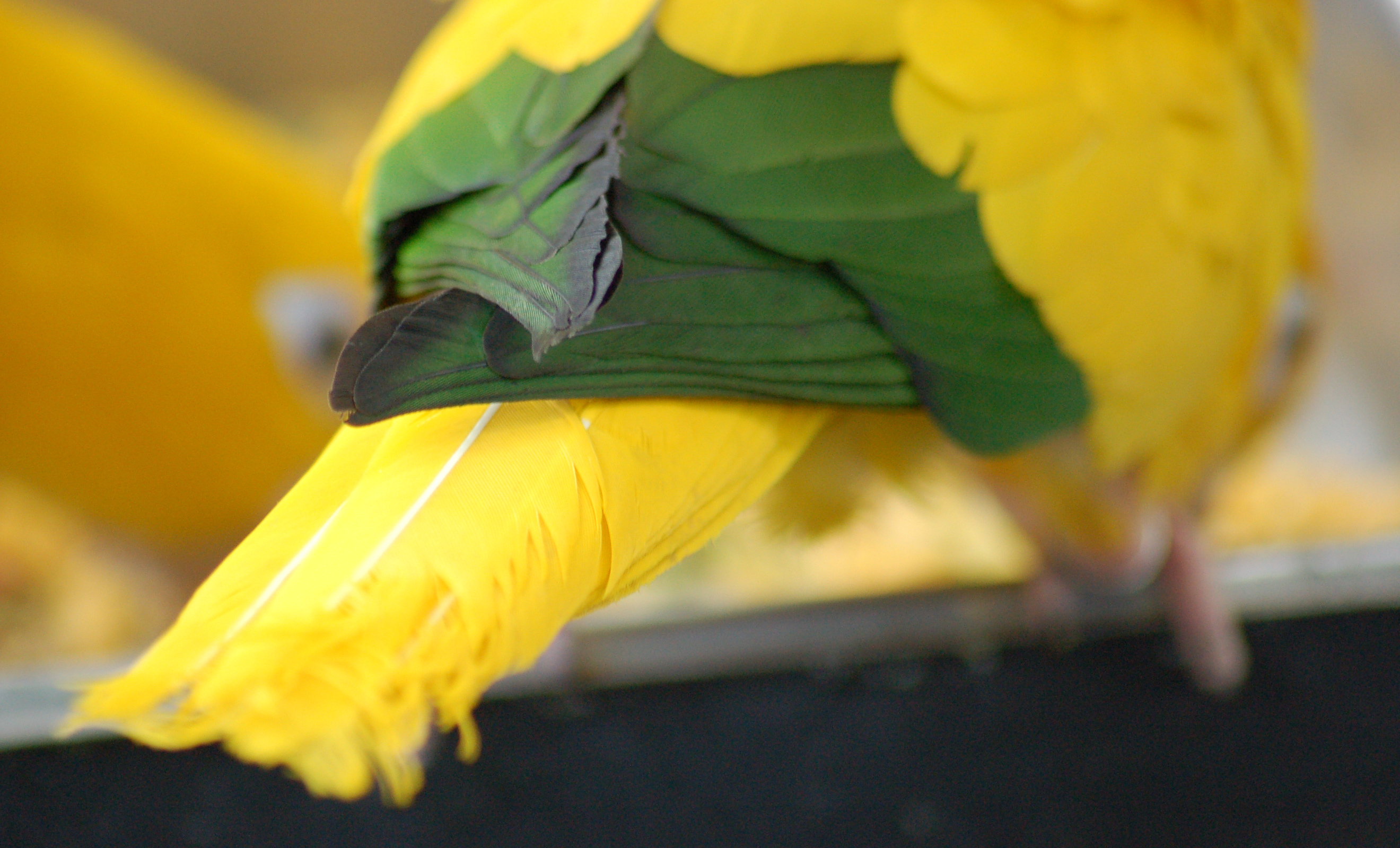
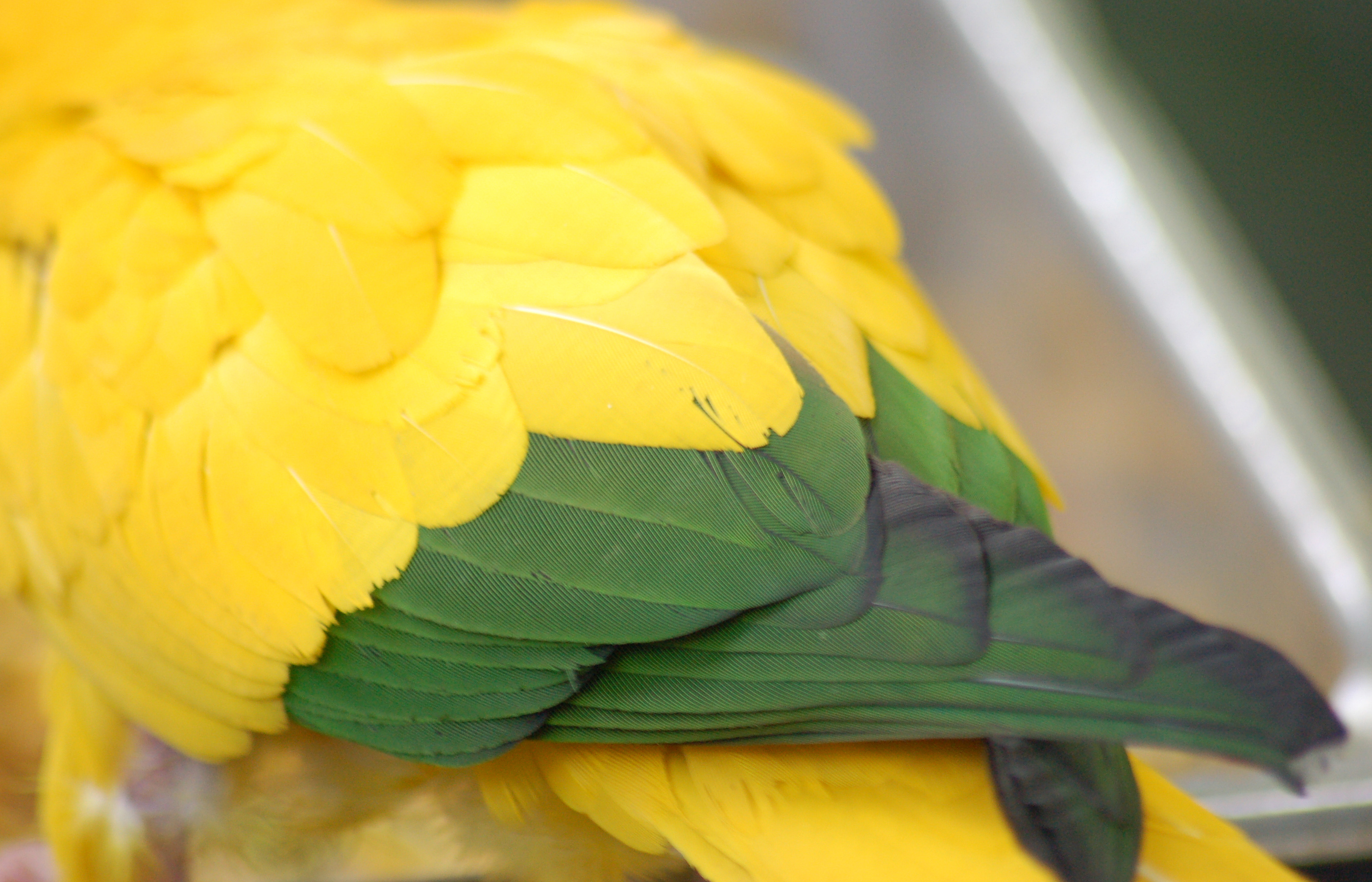
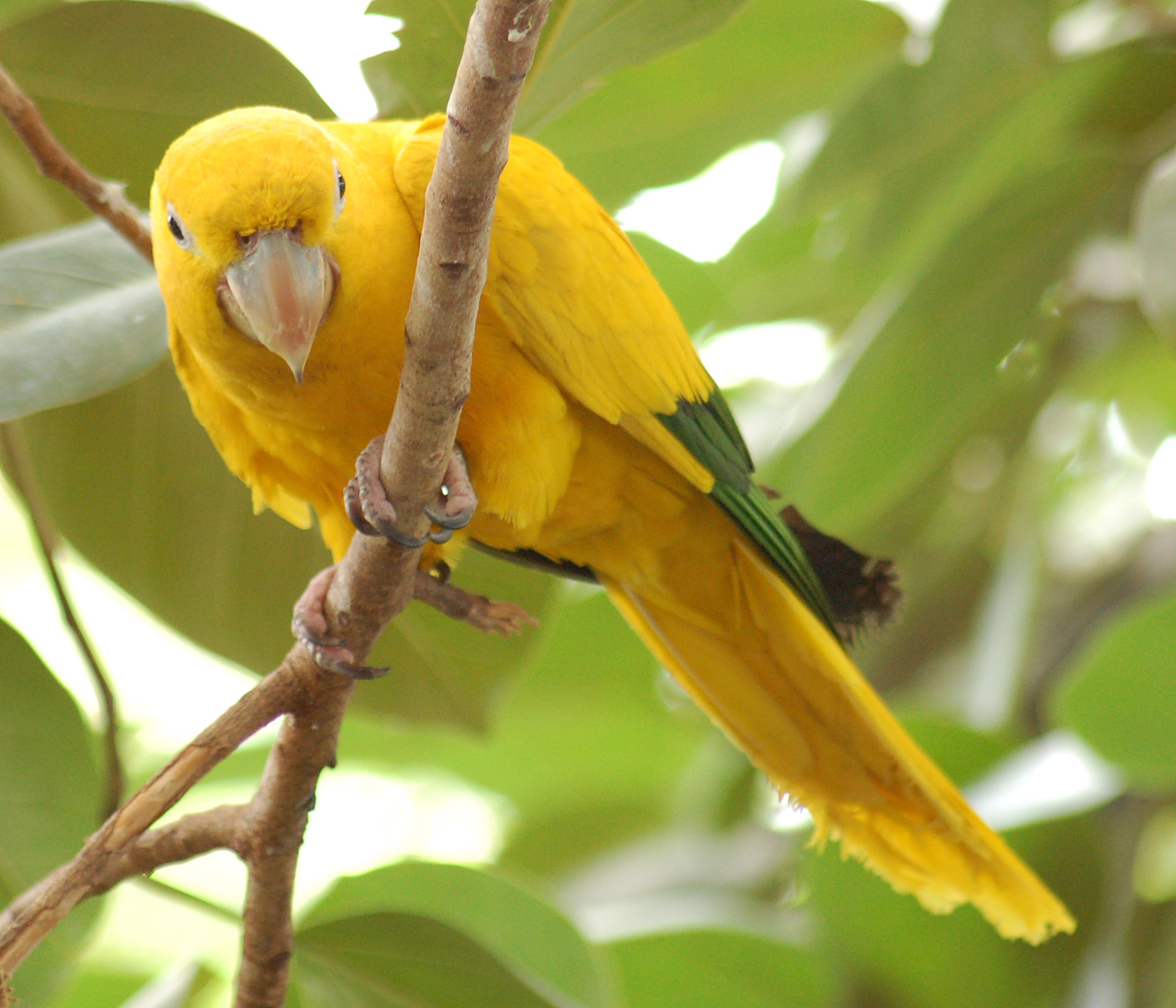
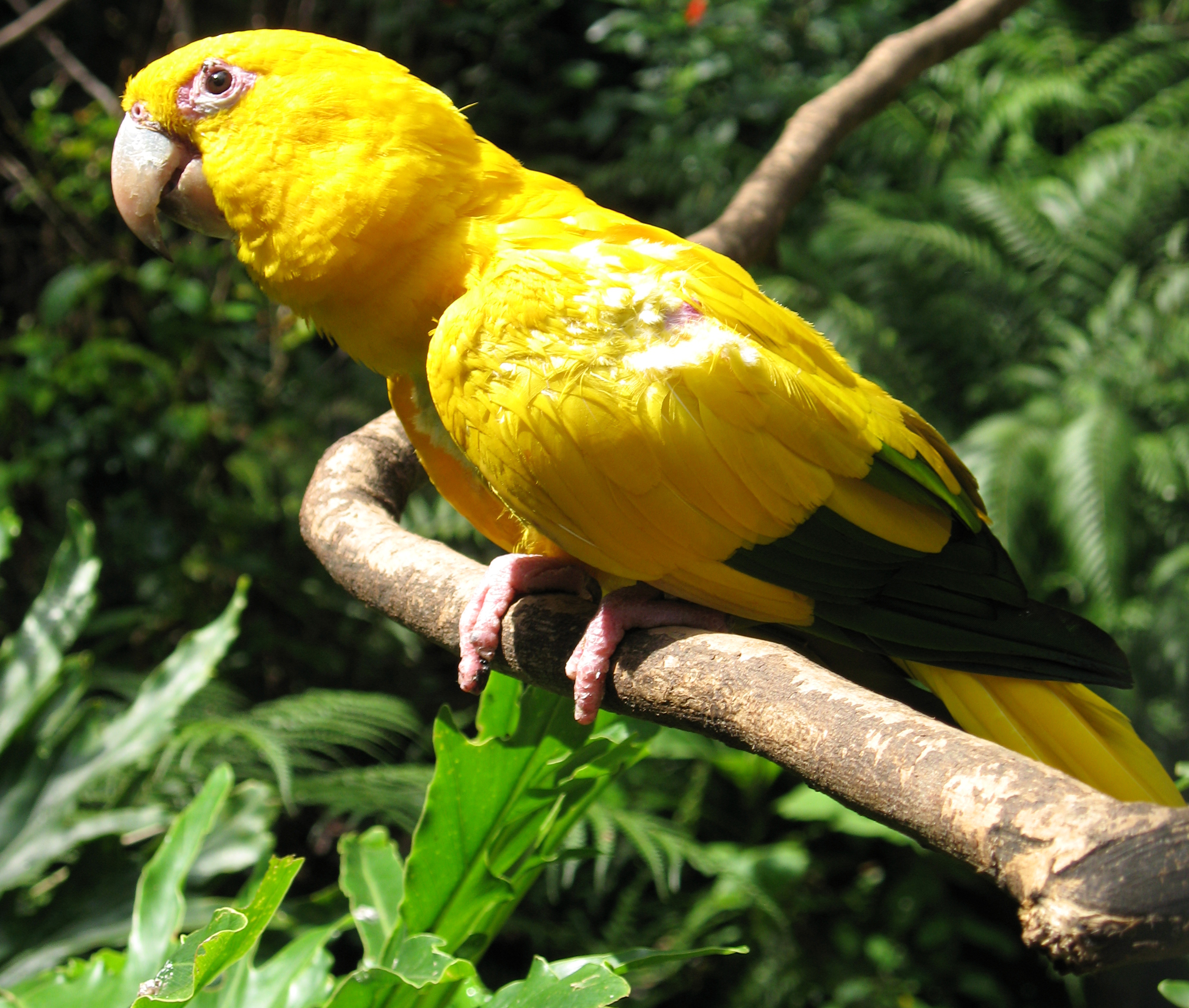